# کیلی کوئوکو
کیلی کریستین کوئوکو (به انگلیسی: Kaley Christine Cuoco) (زاده ۳۰ نوامبر، ۱۹۸۵ در کالیفرنیا)، خواننده، دوبلور و بازیگر آمریکایی است. یکی از دلایل شناخته شدن وی بازی در سریال تئوری بیگ بنگ است.کوئوکو برای بازی در سریال تئوری بیگ بنگ برنده دو جایزه‌ی برگزیده‌ی مردم و همچنین جوایز ستلایت و جایزه تلویزیونی به انتخاب منتقدان شد.او برای بازی در سریال خدمه پرواز با بازخورد مثبت منتقدان روبرو شد و نامزد دریافت جوایز امی، گلدن گلوب و جایزه تلویزیونی به انتخاب منتقدان شد.

## زندگی شخصی

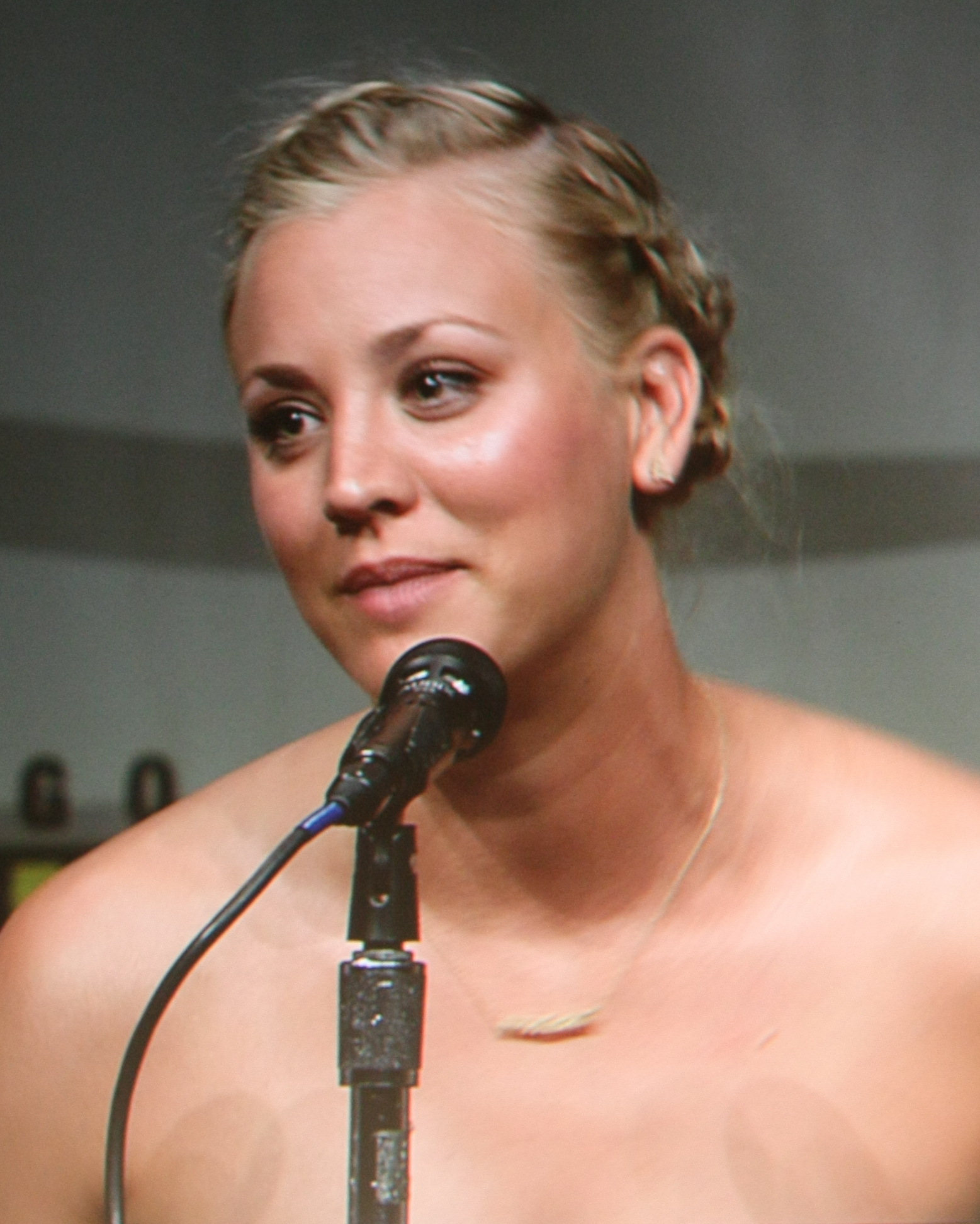
کیلی کریستین کوئوکو در سال 2012

وی در هنگام کار بر روی مجموعهٔ تئوری بیگ بنگ با همکار بازیگر خود جانی گالکی به مدت دو سال در رابطه بود. آنها رابطهٔ خود را تا هنگامی که به هم زدند
مخفی نگه داشتند. کوئوکو و گالکی از آن به بعد دوستان خوبی برای هم ماندند. وی سپس در اکتبر ۲۰۱۱ با یک متخصص اعتیاد به نام جاش رازنیک نامزد کرد، اما در مارس ۲۰۱۲ نامزدی خود را به پایان رساندند. در سپتامبر ۲۰۱۳ کوئوکو بعد از سه ماه قرار گذاشتن به نامزدی راین سوییتینگ تنیسور حرفه‌ای درآمد. در نهایت آن‌ها در ۳۱ دسامبر ۲۰۱۳ با هم ازدواج کردند. در ۲۵ سپتامبر ۲۰۱۵، اعلام شد که این دو به صورت توافقی تصمیم به جدایی گرفته‌اند. طلاق در ماه مه ۲۰۱۶ نهایی شد.
کوئوکو از سال ۲۰۲۲ با بازیگر آمریکایی تام پلفری وارد رابطه شده است؛ در ماه اکتبر ۲۰۲۲ این زوج در اینستاگرام اعلام کردند که در انتطار اولین فرزندشان که دختر است،می باشند.
او در سال ۲۰۱۵ برای بازی در فیلم سخنران عروس برنده تمشک طلایی نقش مکمل زن شده است.

## گزیده فیلم‌شناسی
فهرست برخی از فیلم‌هایی که کیلی کوئوکو در آنها به ایفای نقش پرداخته‌است:
- قتل در تعطیلات
- فیلم قاتل
- هاپ
- چیره‌دستی
- سخنران عروسی
- زمین می‌لرزد ده و نیم ریشتر
- آلوین و سنجاب‌ها ۴
- تصویر کامل
- تئوری بیگ بنگ (مجموعه تلویزیونی)
- فرار از زندان فصل دوم قسمت ۱۵(مجموعه تلویزیونی)
- هارلی کویین(مجموعه تلویزیونی)
- خدمه پرواز (مینی سریال)
- مردی از تورنتو (فیلم ۲۰۲۲)
- باشگاه کوگر
- نقش‌بازی
- نمی‌تواند بهشت باشد